# Chœur de Laval
Le Chœur de Laval est une formation classique polyphonique mixte de quelque 90 choristes adultes, dirigée depuis 2011 par Dany Wiseman. Fondé par Germain Lefebvre en 1968 à Laval, le Chœur puise dans le répertoire des œuvres du chant choral du XVIIe au XXe siècle : musique classique, liturgique, romantique, baroque ou contemporaine. Le Chœur a un mandat de formation musicale pour ses choristes, de diffusion de la musique dans le grand public et de tribune pour la relève musicale.
Des chefs appelés à diriger des formations professionnelles prestigieuses se sont succédé à la barre du Chœur de Laval, qu'on pense à Yannick Nézet-Séguin, aujourd'hui chef de l'Orchestre Métropolitain de Montréal et directeur musical désigné du Metropolitan Opera (MET) de New York, ou Jean-Marie Zeitouni, chef de I Musici de Montréal.
Le Chœur est membre de l'Alliance des chorales du Québec.

## Historique
Germain Lefebvre est maitre de chapelle de la paroisse lavalloise Saint-Sylvain quand il fonde le Chœur le 11 septembre 1968. Le premier concert du Chœur a lieu à l'église Saint-Sylvain le 16 avril 1969, suivi d'une deuxième représentation le 23 avril. L'animateur de télé et radio Henri Bergeron est le maitre de cérémonie de ce premier concert, dont le programme comprend des œuvres du répertoire classique (Mozart, Offenbach, Bach, Wagner), populaire (Gilbert Bécaud) et traditionnel (Auprès de ma blonde, Le merle, Les gars de Locminé). Par la suite, les prestations de l'ensemble se multiplient : concerts locaux et régionaux, publics ou télévisés, alternent avec des participations à divers concerts avec orchestre. Un répertoire se bâtit, comprenant des œuvres chorales classiques et romantiques, de Vivaldi à Verdi en passant par Haydn et Mozart.
En 1992, Germain Lefebvre cède le flambeau à Marie-Claude Desloges, jusqu'à un accident de voiture qui lui coutera la vie en 1994 . Yannick Nézet-Séguin, alors âgé de vingt ans, prend la barre du Chœur, qu'il gardera jusqu'en 2000, année où il deviendra Chef principal de l’Orchestre Métropolitain de Montréal. Il sera remplacé par Jean-Marie Zeitouni, l'actuel directeur artistique de I Musici de Montréal. Jean-Philippe Tremblay, Pierre Simard et Julien Proulx se succèderont à la direction du Chœur de 2001 à 2010, jusqu'à l'arrivée en 2011 du chef actuel, Dany Wiseman, ancien chef de différentes formations, dont le chœur Opus Novum, et organiste.

## Collaborations
Les 27, 28 et 29 juillet 1971, le Chœur se produit à la salle Wilfrid-Pelletier de la Place des arts avec l'Orchestre symphonique de Montréal, le Chœur de l'OSM et le chœur des Disciples de Massenet, sous la direction de Franz-Paul Decker, dans le cadre des Concerts populaires Desjardins.
En 1979, le Chœur enregistre les Sept paroles du Christ de Théodore Dubois sur SNE 504.
Le 19 mai 1983, dans le cadre des Concerts Lachine, le Chœur présente le Requiem de Verdi avec l'Orchestre Métropolitain de Montréal, sous la direction de Otto-Werner Mueller. La même œuvre est reprise le 28 novembre 1985 à l'église Saint-Jean-Baptiste à Montréal par le Chœur de Laval conjointement avec le Chœur de l'UQAM et l'Orchestre Métropolitain de Montréal, sous la direction de Miklós Takács, et le 26 janvier 1986, sous la direction de Otto-Werner Mueller.
Les 23 et 24 mars 1985, le Chœur s'associe à l'Ensemble Les Petits Violons pour présenter un concert Vivaldi-Bach à la Christ Church Cathedral de Montréal. Cette collaboration s'inscrit dans le mandat du Chœur de donner une tribune à la relève.
Le 17 avril 1987, l'orchestre de la Société philharmonique de Montréal, le Chœur de Laval et le Chœur de l'UQAM s'associent pour présenter la Symphonie no 8 de Schubert et le Requiem de Mozart à l'église Saint-Jean-Baptiste à Montréal, sous la direction de Miklós Takács.
Ajoutant le volet lyrique à son répertoire, le Chœur de Laval présente, le 31 mai 1990, à la salle Wilfrid-Pelletier de la Place des Arts, la version intégrale de l'opéra Nabucco de Giuseppe Verdi, sous la direction d'Otto Werner-Mueller.
En 1999, sous la direction de Yannick Nézet-Séguin, le Chœur accompagne Claude Dubois dans la musique du générique de Quand je serai parti… vous vivrez encore du réalisateur québécois Michel Brault.
Le 10 décembre 2011, le Chœur présente Le Messie de Haendel dans son intégralité à l'église Ste-Rose-de-Lima, avec les choristes Pascale Beaudin, Claudine Ledoux, Philippe Gagné et Dominique Côté.
Le 19 février 2012, le ténor Marc Hervieux prête sa voix au Chœur de Laval le temps d'un concert-gala.
En décembre 2013, le Chœur accompagne l'Orchestre symphonique de Laval dirigé par Alain Trudel, qui offre notamment des extraits du Messie de Haendel et de la Cantate 133 de Bach, Ich freue mich in dir,. Cette collaboration entre les deux ensembles est renouvelée en 2016, avec une présentation du Requiem de Verdi.
Dans le cadre des célébrations du 50e anniversaire de la ville de Laval, le Chœur propose en 2015 un conte musical original intitulé Laval Frissonnant. La trame narrative de l'auteure québécoise Isabelle Doré fait le lien entre des œuvres musicales autour du thème de la peur, tirées du répertoire classique (Les Djinns de Fauré, Une nuit sur le mont Chauve de Moussorgski, Erlkönig de Schubert, etc.) ou de bandes sonores (Nightmare Before Christmas, Phantom of the Opera, Ave Satani tiré de The Omen, etc.). Le concert est offert en collaboration avec l'Harmonie Laval, qui présente en première mondiale Between the Worlds du compositeur autrichien Otto M. Schwarz.
Le Choeur de Laval est reconnu comme l'un des deux organismes culturels professionnels de la ville de Laval. Depuis 2011, le Choeur de Laval a eu l'occasion de se produire à la Maison symphonique de Montréal. Il a d'ailleurs collaboré avec de grands orchestres dont l'orchestre classique de Montréal et l'orchestre symphonique de Laval en 2023 et 2024. Le Choeur de Laval a accueilli des cantatrices de renommée internationale et collaboré avec des institutions comme l'Atelier lyrique de Montréal. Il se fait aussi un point d'honneur de faire connaître des oeuvres inédites qui plaisent aux mélomanes et de présenter des artistes en émergence. 
Le Choeur de Laval a ainsi créé des partenariats avec différents artistes des arts de la scène, par exemple avec le dramaturge et poète Simon Boulerice en décembre 2024. Vous trouverez l'historique et les critiques musicales sur le site web du Choeur de Laval : https://choeurdelaval.ca/qui-sommes-nous/

## Concerts
Le Chœur compte sur sa feuille de route des dizaines de concerts, parmi lesquels :
- 2016 : Verdi : Requiem
- 2015 : Laval Frissonnant : Conte musical original; Fauré, Mousorgski, Schubert, Webber, Goldsmith, etc.
- 2015 : Donizetti : Messa di Requiem; Schumann : Nachtlied
- 2014 : Bruckner : Messe no 2 en mi mineur
- 2014 : Beethoven : Missa solemnis
- 2013 : Haendel : Le Messie (extraits); Bach : Cantate BWV 133, Ich freue mich in dir
- 2013 : Allegri : Miserere, Lotti : Crucifixus ; Durante : Magnificat ; Vivaldi : Magnificat, Gloria
- 2012 : Poulenc : Quatre motets pour le temps de Noël, Gloria
- 2011 : Haendel : Le Messie
- 2011 : Dvořák: Stabat Mater
- 2010 : Brahms : Schicksalslied, op. 54 ; Mendelssohn : Psaume 42 ; Bruckner : Messe no 3
- 2009 : Haendel : Le Messie ; Vivaldi : Magnificat
- 2008 : Puccini : Messa di Gloria
- 2008 : Rutter : Magnificat
- 2007 : Rossini : Messe solonnelle
- 2006 : Mozart : Vesperae solennes de confessore, Missa in C minor, Waisenhaus Mass
- 2006 : Verdi : Nabucco
- 2005 : Simard : Les heures
- 2003 : Haydn: La Création
- 2002 : Mozart : Ave Veram Corpus ; Bach : BWV4 ; Haydn : Messe en ré
- 2001 : Duruflé : Requiem
- 2000 : Gounod: Messe de Ste-Cécile
- 2000 : Rutter : Gloria
- 1999 : Verdi : Requiem
- 1998 : Théodore Dubois : Les sept paroles du Christ ; Rossini : Stabat Mater
- 1996 : Mendelssohn : Was betrübst du dich, meine Seele, Psaume 42
- 1994 : Orff : Carmina Burana
- 1990 : Verdi : Nabucco
- 1988 : Mozart : La Messe du couronnement
- 1983 : Verdi : Requiem
- 1977 : Vivaldi : Gloria ; Bach : Cantate 21
- 1975 : Théodore Dubois : Les sept paroles du Christ

## Concerts-anniversaires
Les anniversaires du Chœur ont été soulignés de diverses façons à travers le temps.
5e anniversaireLe Chœur présente un concert à la salle Claude-Champagne, avec notamment au programme le Gloria de Vivaldi.
10e anniversaireLe Chœur présente un concert Vivaldi-Bach à l'église Notre-Dame-des-Écores, le 26 novembre 1977.
15eanniversaireCet anniversaire est souligné par deux concerts accompagnés à l'orgue à l'église Saint-Vincent-de-Paul et Saint-Claude de Laval. Le premier concert présente notamment la Cantate No  150 de Bach, Nach dir, Herr, verlanget mich; le deuxième, la Cantate no 11 de Bach et la Messe du Couronnement de Mozart.
20e anniversaireLa 20e saison du Chœur est soulignée par une cascade de concerts et de participations à des évènements spéciaux. Une tournée est organisée en France et en Autriche, durant laquelle des concerts sont présentés notamment à la cathédrale Notre-Dame de Paris ainsi qu'à la cathédrale de Salzbourg. Le Chœur participe aussi au Festival de Lanaudière. Finalement, une série de cinq concerts réguliers et deux hors-série sont proposés au public.
45e anniversaireEn 2013-2014, le 45e anniversaire du Chœur est souligné tout d'abord par un concert avec l'Orchestre symphonique de Laval dirigé par Alain Trudel à la salle André-Mathieu à Laval. Puis, le Chœur présente la Missa solemnis de Beethoven, sous la présidence d'honneur du comédien Denis Bouchard.

## Chefs
- 1968 à 1991 : Germain Lefebvre
- 1992 à 1994 : Marie-Claude Desloges
- 1995 à 2000 : Yannick Nézet-Séguin
- 2000 : Jean-Marie Zeitouni
- 2001 : Jean-Philippe Tremblay
- 2002 à 2004 : Pierre Simard
- 2005 à 2010 : Julien Proulx
- Depuis 2011 : Dany Wiseman